# Ottersbo
Ottersbo är en tätort i Ørlands kommun i Trøndelag fylke i mellersta Norge. Orten ligger vid fylkesväg 6394, på norra sidan av Stjørnfjorden, nordöst om staden Brekstad. Väster om orten ligger Austråttborgen.